# サンタクルス武術研究会
サンタクルス武術研究会-武研SC （さんたくるすぶじゅつけんきゅうかい）もしくは武研（ぶけん）とは、ボリビア国サンタクルス県のコロニア・オキナワ第一移住地に住む星川和男宗師範が創始した、空手、柔道、剣道、カンフー等、様々な武術の技を研究し、武術として有効な部分をまとめた空手系武術流派。
2008年3月1日にサンタクルス市内で開催された琉球国祭り太鼓ボリビア支部の創立7周年記念公演に演武を披露したことが、琉球新報やニッケイ新聞で報道された。

## 歴史

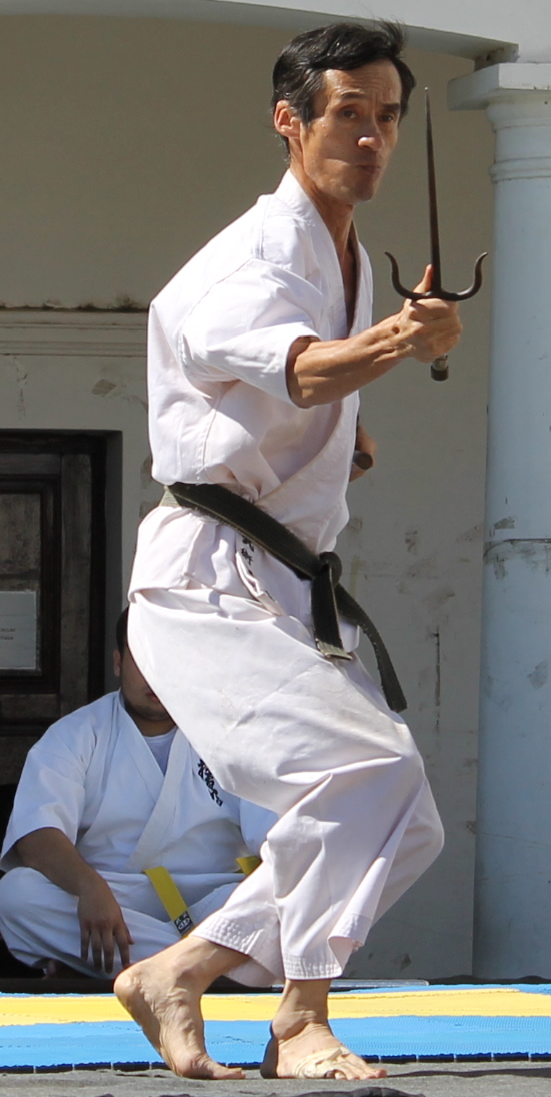

創始者の星川和男氏は、高校時代に空手(養秀会)を始め、大学時代に沖縄の琉球少林流空手道四段練士号を取得、剣道や柔道、整体師免許等の技術も持つ。
1981年5月～1982年3月に日本学生移住連盟第十二次学生総合実習調査団員としてボリビア入り。実習後、隣国を視察して日本へ帰国。
1986年2月15日、再びボリビアへ。
1987年2月1日「武術研究会」発足。当初はオキナワ移住地の青年達に指導していた。
1990年には100Km離れたサンタクルス市でも空手指導を始める。
1992年、サンタクルス市で借りていた道場の主が練習機材ごといなくなるという事態が発生。練習に集まった会員と道場近くのピザ屋で最後の晩餐のように食事。サンタクルスの道場は一時閉鎖。
2000年2月10日サンタクルス中央日本人会の日ボ交流会館で「サンタクルス武術研究会サンタクルス支部」活動再開。当時茶帯だった喜瀬普美頭(キセ　フミアキ)が支部長に就任。
以後、沖縄移住地の武研本部、武研オキナワ支部、武研サンタクルス支部に続き、武研モンテーロ支部も増えている。
各支部とも年に数回、オキナワ移住地の豊年祭やサンタクルス市盆踊りや日本文化習慣での合同演武等で交流している。

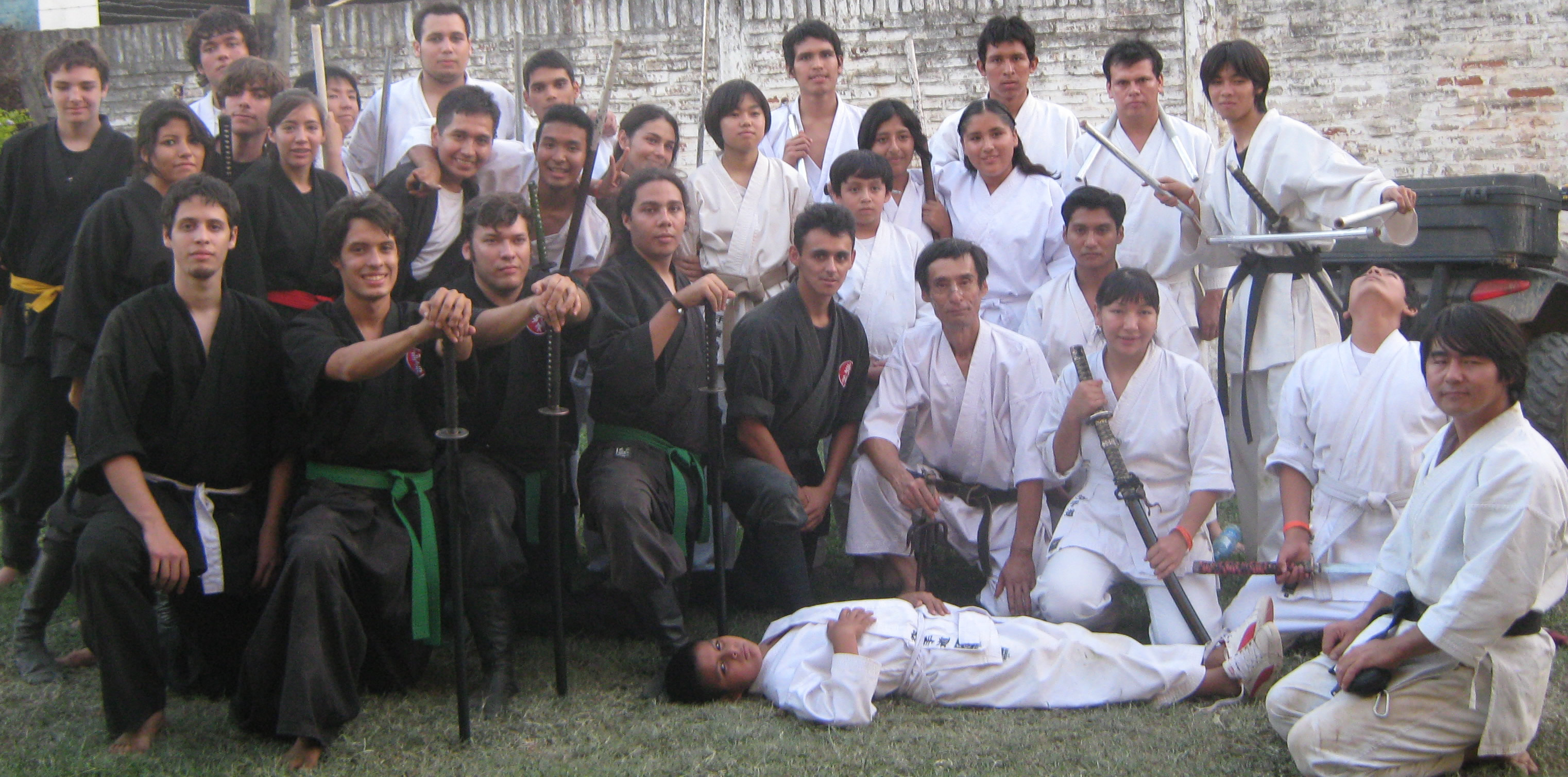

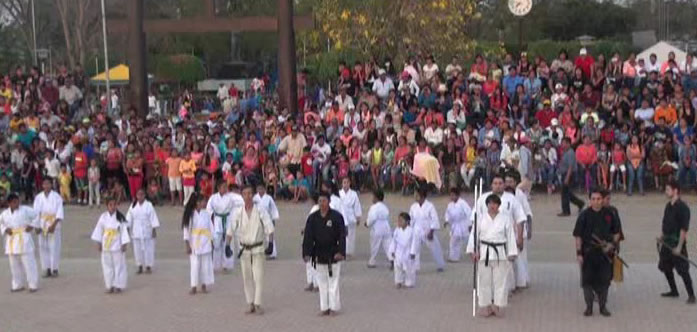

## 特徴

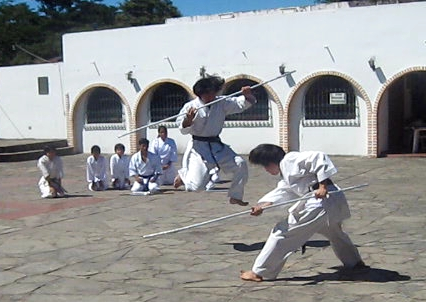

実戦空手をベースに、様々な武術を研究、習得を目指しているので、古武術、柔術、剣術、忍術など、総合格闘技系に近い。
武術の研究, 研鑽と修行を通して、自己実現と剛健な肉体と精神を養うのが主な目的。
基本的に大会や試合などはしないので、他流派の試合や大会に参加する会員もいる。また、他流派の学生が合同で練習することも多い。
星川宗家によると、「よく流派や系統を気にする方がいますが、昔の琉球武術のように、「○○の鍛練には○○流の型、○○道の技」という認識なので、特定の流派というのはなく、強いていうなれば「武研流」ということになります」との事。

## 支部

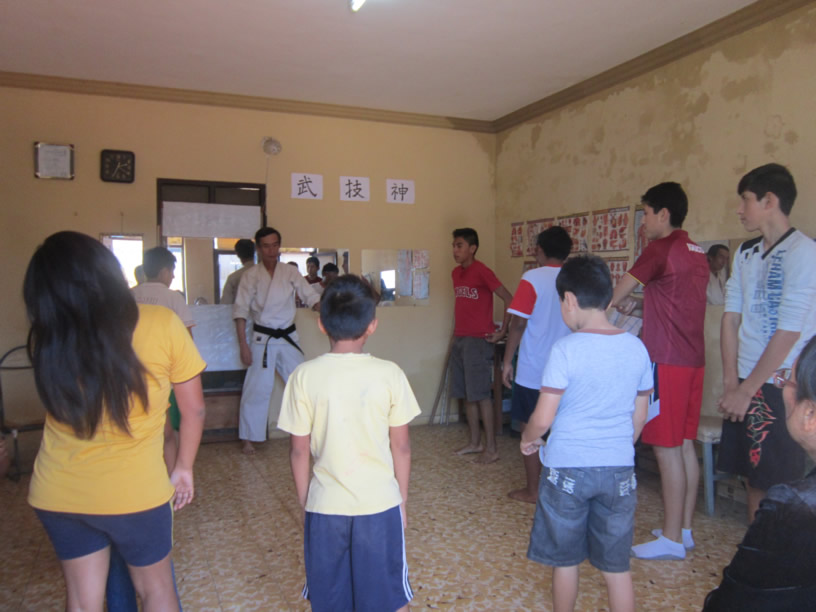

本部道場/モンテーロ支部 　支部長 星川和男（Kazuo Hoshikawa)　　　最高師範　７段 
サンタ・クルス支部　　　　支部長 喜瀬普美頭(Fumiaki Kise)　  　　　      師範　５段 
オキナワ支部　　　　　　　支部長 ヤベタ・リンベル(Limbert Yabeta）   師範　４段 　